# Nomada italica
Nomada italica ist eine Biene aus der Familie der Apidae. 

## Merkmale
Die Bienen haben eine Körperlänge von 11 bis 13 Millimetern. Der Kopf der Weibchen ist schwarz und ist gelbrot gezeichnet. Der Thorax ist schwarz und hat gelbe Flecken. Der Hinterleib ist ebenso schwarz mit gelben Binden, von denen die vorderen häufig schmal unterbrochen sind. Das Labrum ist gelbrot und trägt einen großen Zahn. Das dritte Fühlerglied ist kürzer als das vierte. Die Schienen (Tibien) der Hinterbeine sind am Ende stumpf und haben neben- und übereinander eng beieinanderliegende kurze Dornen. Die Männchen sehen den Weibchen ähnlich.

## Vorkommen und Lebensweise
Die Art ist in Süd- und mancherorts auch in Mitteleuropa verbreitet. Die Tiere fliegen in zwei Generationen pro Jahr. Sie parasitieren Andrena gallica.

## Belege
Felix Amiet, M. Herrmann, A. Müller, R. Neumeyer: Fauna Helvetica 20: Apidae 5. Centre Suisse de Cartographie de la Faune, 2007, ISBN 978-2-88414-032-4.